# جانا ووتکفو
جانا ووتکفو (انگلیسی: Jana Vojteková؛ زادهٔ ۱۲ اوت ۱۹۹۱) بازیکن فوتبال اهل اسلواکی است.
از باشگاه‌هایی که در آن بازی کرده‌است می‌توان به اس‌سی سند و باشگاه فوتبال اسلوان براتیسلاوا اشاره کرد.
وی همچنین در تیم ملی فوتبال Slovakia بازی کرده‌است.